# Lonicera similis
Lonicera similis là một loài thực vật có hoa trong họ Kim ngân. Loài này được Hemsl. mô tả khoa học đầu tiên năm 1888.